# J.K. (cantora)
Marta Simlat, também conhecida como J.K., (Kraków, 2 de janeiro de 1970), é uma cantora e modelo polonesa, que ficou mundialmente conhecida nos anos 90 pelos seus hits "My Radio", "You & I" e "You Make Me Feel Good". Suas canções foram produzidas pelos produtores italianos Larry Pignagnoli e Davide Riva, ambos faziam parte da equipe de produção por trás de Whigfield.

## Biografia
Simlat mudou-se da Polônia para a Itália em 1992 para conseguir uma carreira e mais oportunidades como modelo. No entanto, logo após a mudança, ela foi descoberta por Larry Pignagnoli e Davide Riva, a equipe de produção por trás do Whigfield. Então J.K., assim como ficou conhecido, assinou rapidamente com a gravadora e lançou seu primeiro single "You Make Me Feel Good", que obteve ótimo desempenho na França, Itália e Alemanha, mas foi no Canadá que a canção fez bastante sucesso, chegando imediatamente em primeiro lugar nas paradas musicais de dance music.
Seu terceiro single, "You & I", subiu para a posição de número 1 nas paradas de dance no Canadá e obteve forte airplay na Europa continental. Essa faixa foi incluída em muitos álbuns de compilação de dance em todo o mundo, incluindo Muchmusic'sDance Mix '95eEurodisco '96 - Collection. "My Radio" foi lançado como quarto single da cantora e também obteve o mesmo sucesso dos singles anteriormente lançados, e também se tornou popular no Japão. Embora o último single oficial de J.K., "Deep in the Night", foi lançado em 1999, os Benassi Bros fizeram duas versões das canções de J.K. com a vocalista Dhany em 2005 ("Hit My Heart" e "Make Me Feel"). A maioria dos singles só foi lançada na Itália.

## Controvérsias
O projeto J.K. está em torno de uma possível fraude no que se diz a respeito aos vocais performados por Marta Simlat que, provavelmente, pertenciam as cantoras Giovanna Bersola (Jenny B), Sandy Chambers e Zeitia Massiah. Esse boato se tornou mais aparente durante uma apresentação ao vivo de J.K. no Dance Machine 9, pois quando ela estava prestes a cantar a canção "My Radio (70)", ela erroneamente se esqueceu de desligar o microfone e sua real voz saiu, o que ocasionou um certo estranhamento por parte do público. Então foi observado que J.K. faziam sincronização labial em suas apresentações e shows. No entanto, o boato nunca foi oficialmente confirmado ou admitido pela produção e nem por Marta.
Depois de seu último single oficial, "You Got Me Dancing" em 2000, Simlat desapareceu do público e saiu do projeto J.K. (provavelmente devido às alegações de Lipsync).

## Discografia

### Singles
- "You Make Me Feel Good" (1992)
- "Beat It" (1994)
- "You & I" (1994)
- "My Radio" (1995)
- "Sweet Lady Night" (1996)
- "Go On" (1998)
- "Deep in the Night" (1999)
- "You Got Me Dancing" (2000)
- "Make Me Feel" (2001)
- "Hit My Heart" (2002)
- "River Runs Dry" (2005)